# Hamura
Hamura (jap. 羽村市 Hamura-shi) – miasto w Japonii, na wyspie Honsiu, w prefekturze metropolitarnej Tokio, nad rzeką Tama. Ma powierzchnię 9,90 km². W 2020 r. mieszkało w nim 54 341 osób, w 23 784 gospodarstwach domowych  (w 2010 r. 57 046 osób, w 23 432 gospodarstwach domowych).